# Vasile Cancicov
Vasile Th. Cancicov (1873 Bacău – 1931 București) a fost un scriitor și om politic din perioada interbelică; este fratele mai mare al cunoscutului om politic liberal Mircea Cancicov.

## Primii ani
S-a născut într-o familie de condiție modestă din Bacău. Este al doilea născut din cei șase copii ai cuplului Theodor Al. Cancicov(funcționar) și Raluca, născută Stanciu (casnică, ﬁică de funcționar). 
După studii primare la Bacău și Iași, Vasile Cancicov se înscrie în 1892 la Facultatea de Drept a Universității din București. Se implică activ în mișcă rile studențești de protest din vara anului 1894, declanșate de procesul intentat, la Cluj, liderilor mișcării memorandiste a românilor transilvăneni. În 1896 obține diploma de licențiat în drept și se înscrie în Baroul București.

## Activitatea politică
Activează în cadrul inﬂuentei Ligi pentru Unitatea Culturală a tuturor Românilor.                                                             În primăvara lui 1898 intră în politică și se înscrie în Partidul Conservator. La nici 26 de ani împliniți este ales, în mai 1899, deputat de Bacău. În alegerile din februarie 1905 obține un nou mandat de deputat. În 1908 părăsește rândurile Partidului Conservator și decide să-l urmeze pe Take Ionescu în nou creatul Partid Conservator-Democrat. În această perioadă devine director al cotidianului Ordinea, „organ conservator-democrat“. În noiembrie 1912 obține un al treilea (și ultim) mandat de deputat. În 1914 se retrage de pe scena politică și, până la sfârșitul vieții, se va ocupa, cu destul succes, doar cu avocatura. Unele dintre pledoariile sale sunt publicate sub forma câtorva broșuri, apărute între 1915 și 1928. 

## Închis în timpul ocupației germane
După ce România intră în Primul Război Mondial de partea Aliaților, decide să rămână în București, aﬂat sub ocupația Puterilor Centrale. Din cauza trecutului său politic, este reținut și privat de libertate timp de 20 de luni.                                                                 
Jurnalul ținut în toată această perioadă va ﬁ publicat în 1921, sub titlul „Impresiuni și păreri personale din timpul războiului României”. Deși în jurnal îi infierează cu patos pe cei care au acceptat funcții în timpul ocupației germane (de exemplu pe Al. Tzigara-Samurcaș), îi adresează lui Alexandru Marghiloman, român pus prim-ministru de nemți, o scrisoare prin care îl imploră să-l elibereze din închisoare, ceea ce se va și întâmpla.

## Distincții
A fost decorat atât de regele Carol I, cu Ordinul Coroana României, în grad de comandor (1913), cât și de regele Ferdinand, cu Ordinul Steaua României, în grad de oﬁțer (1921). Se stinge din viață la 27 mai 1931, la București.

### Reeditări
- Jurnal din vremea ocupației (vol. I) – Editura Humanitas, București, 2015, 364 pag
- Jurnal din vremea ocupației (vol. II) - Editura Humanitas, București, 2016